# Ropica variabilis
Ropica variabilis är en skalbaggsart som beskrevs av Schwarzer 1925. Ropica variabilis ingår i släktet Ropica och familjen långhorningar.
Artens utbredningsområde är Taiwan. Inga underarter finns listade i Catalogue of Life.